# ツーハンデッドソード

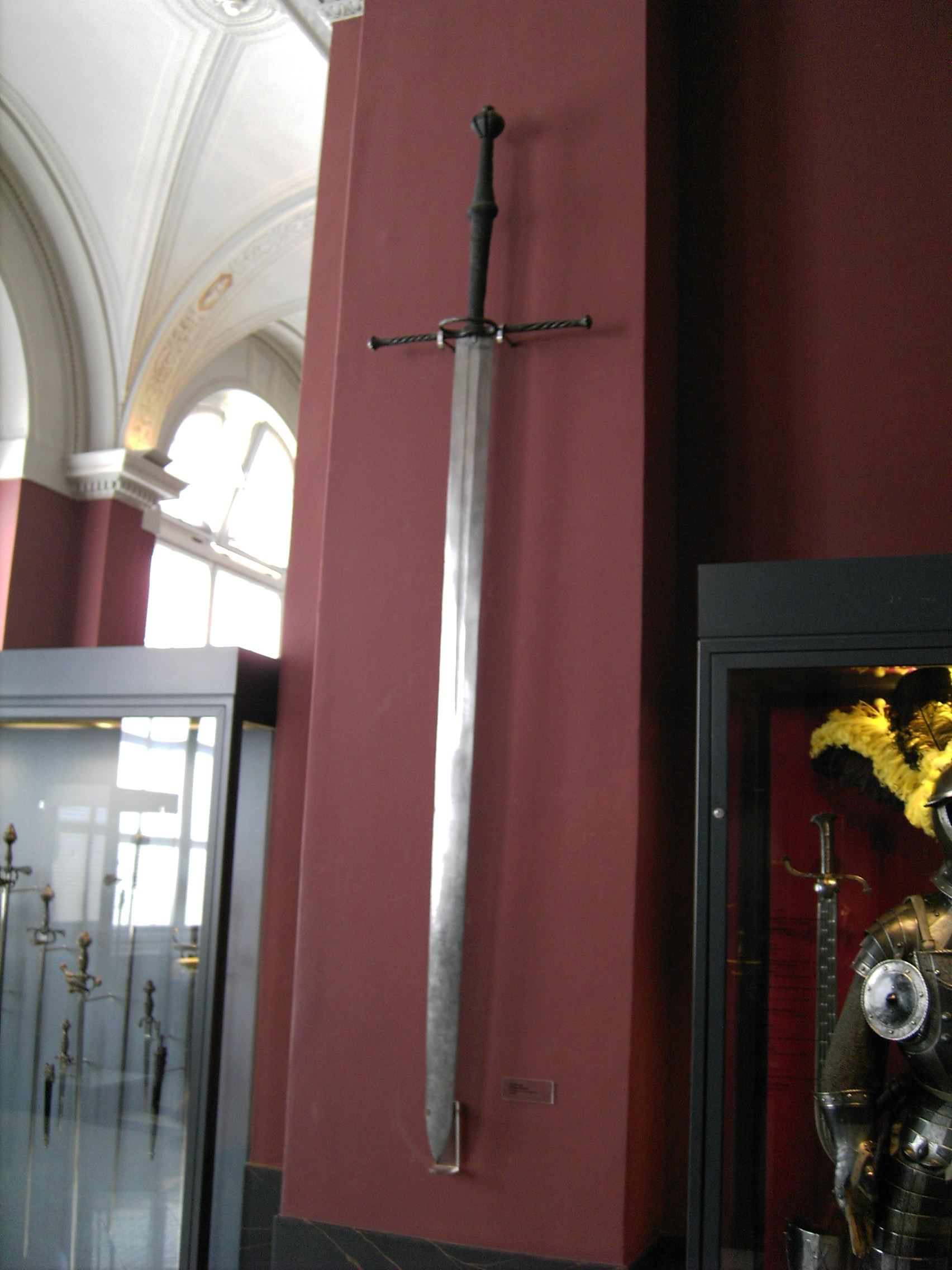
ツーハンデッドソード

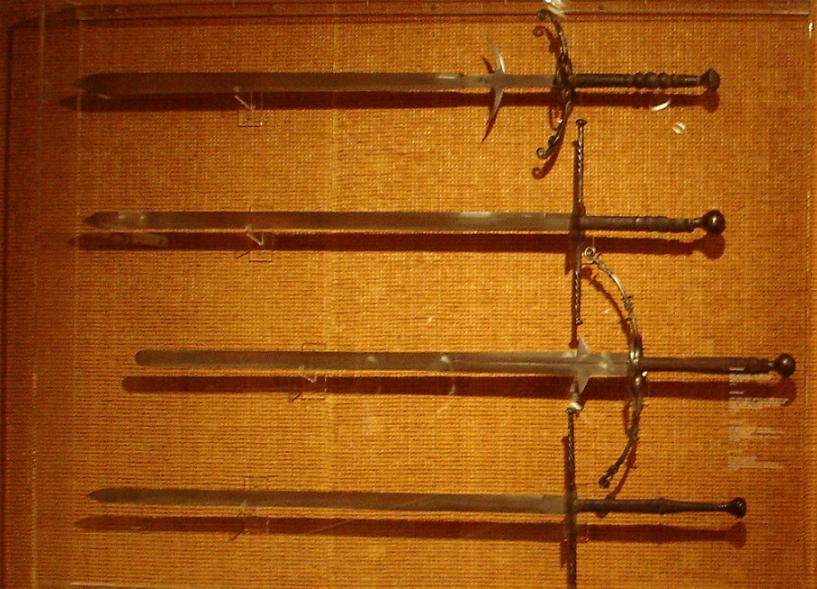
ツヴァイヘンダー

ツーハンデッドソード（英: Two-handed sword）は、一般的には両手を使わなければ扱えない大きさの剣のこと。
ヨーロッパのルネサンス期に生まれた武器についても、他にふさわしい言葉がないことから、同じ呼称が使われる。ドイツ語ではツヴァイヘンダーと呼ばれ、傭兵部隊ランツクネヒトが使用していたことでも知られる。

## 概要
戦闘用に造られたツーハンデッドソードのサイズは120cm - 180cm、1.5 - 3kgほどが一般的である。使用するのには腕力と技術が必要になる。騎兵が多用したために重量が軽減された日本の大太刀とは違い、歩兵用であるために2ｍ以上のものは実戦使用されなかったと考えられるが、小さい両手剣と大きい片手半剣の差や、大型の実用両手剣と小型の儀礼剣、装飾つきの実用剣と簡素な儀礼剣の差異はないに等しいために、現存する剣のどれが実用でどれが儀礼用か専門家でもはっきりしていない。そのためか、市川定春やマーティン・J・ドアティは2ｍを超える両手剣が実戦使用されたという説をとっている。特注によって作られた2ｍを超す両手剣はパイクやハルバードといった長柄武器の柄を斬り落とすために利用されたという説もある。
当時の剣士たちはツーハンデッドソードは多数の敵を相手にしたり、長柄武器に対抗するのに有効な武器であると認識していた。パイクやハルバードなどの槍襖を食い破るための武器として利用されたほかに、軍旗や指揮官を護衛する部隊の武器としても利用された。
両手剣は槍襖を食い破るための武器として非常に効果的だった。ハルバードも同様の目的で使用されたが、ランツクネヒトは槍襖を食い破る目的においては両手剣を優先した。
一方で両手剣やハルバードを用いて敵の槍襖に斬り込む部隊は倍の給料を貰う倍給兵や志願した者、くじで選ばれた者、罪を償う機会を与えられた囚人（生き残れば罪が免除される）で構成されていた。斬り込み部隊の死亡率も高かった。
両手剣やハルバードはパイクの先端を斬り落とすために使われたと言われるが、現代の検証では、端を持つ場合では、取り扱いやすくするために軽量に作ってあるパイクを除いては、大きく弾くことができたとしてもパイクの柄を斬り飛ばすことは不可能だろうという検証結果が出ている。しかし、日本国内において、朝倉軍の将兵が大太刀で織田軍の槍の柄を斬り落として苦戦させた記録が残っているほか、倭寇が大太刀で明軍の槍の柄を斬り落として苦戦させた結果、柄を容易に斬り落とされない狼筅が明軍に大太刀対策として利用され、戦果をあげた記録もある。
片手半剣と同じく板金鎧の発達に対応した武器でもある。両手剣は応用のきく武器であり、両手で振り回せば鎧（板金鎧以外の鎧）を断ち切り、突撃してくる馬の脚を叩き斬るほどの破壊力が生じた。どれほど大きく鋭い剣であっても板金鎧を一刀両断することは不可能だということが物理計算上で証明されている。
両手剣にも片手半剣にも片手剣にも剣身を持ち、短槍のようにして使い、甲冑の隙間への刺突を狙うハーフソードや、剣身を持ち柄や鍔でハンマーのように打撃する殺撃（モードシュラッグ）という打撃力の高い西洋武術があり、甲冑に対して有効であった。
両手剣は白兵戦でよく使用され、板金鎧だけが攻撃に耐えることが可能だった。
刀身のリカッソと呼ばれる刃のついていない部分に手をかけ、短く持つことで、短い鋼鉄の槍として使うか、至近距離で相手を斬りつけることもできた。両手剣を帯びた剣士はどの距離から攻撃を受けても、不利になる事がなかった。
騎士が下馬して戦うことが珍しくなくなると両手剣の使用が増えていったほか、15世紀から17世紀にかけて両手剣の流行があった。15世紀になって甲冑が完璧になると、甲冑ごと叩くツヴァイヘンダーが出回り、ランツクネヒトが常用した。
14世紀以降の西洋では全身板金鎧が普及すると次第に盾が用いられなくなり、両手剣や両手斧やリーチの長い槍やポール・アックス、ポール・ハンマー（長柄のウォーハンマー）が甲冑に対抗すべく、下馬騎士や装甲歩兵に使用されるようになった。中でもポール・アックスとポール・ハンマーが最も好まれた。
しかし、鎖帷子の上にコート・オブ・プレートを着込んだスタイル、およびプレートアーマーの重装備には斬撃だけではなく、打撃もほぼ通用せず、刺突が有効だとする説もある。
両手剣の登場は13世紀で、14世紀以降は刀身の長さが増していった。両手剣の中には上記のように刀身の根元部分に刃がつけられておらず、手で持てるようになったものもある。両手剣は上質の材料と熟練の鍛冶屋を要するため、製造に費用がかかった。刃が長ければ長いほど、値段もつりあがった。
14世紀から15世紀にかけての両手剣は、騎士が戦場で戦う時に主たる武器として使われることはほとんどなかったという説もある。
戦場でも決闘の場でも、両手剣は使い勝手の良い武器と見なされていた。対戦相手の装備を問わず、距離を取って戦う時も、組打ちにもつれこむような接近戦でも取り回しが容易で技の選択肢が多く、強力な打撃と突きを繰り出すことができたためである。スピアやポールアックスのようなポールウェポンは安全な選択肢ではあるが、狭く混雑した場所では、両手剣はその力を遺憾なく発揮することができた。
また、片手半剣の説だが、騎士が防御を固めた敵陣に徒歩で攻め込むのに非常に有効であった。